# Football Club Martigny-Sports
 (décembre 2019).
 (décembre 2019).
Si vous disposez d'ouvrages ou d'articles de référence ou si vous connaissez des sites web de qualité traitant du thème abordé ici, merci de compléter l'article en donnant les références utiles à sa vérifiabilité et en les liant à la section « Notes et références ».
Maillots
Le FC Martigny-Sports est un club suisse de football fondé en 1917. Il évolue au Stade d'Octodure dans la ville de Martigny, dans le canton du Valais, et s'est retrouvé en 2e ligue interrégionale (5e division).
Par le passé, le FC Martigny-Sports a évolué 16 saisons en Ligue Nationale B (actuelle Challenge League), de 1960 à 1962, puis de 1969 à 1976 et de 1983 à 1990. Lors de la saison 1987-1988, il a participé aux barrages entre la Ligue Nationale B et la Ligue Nationale A, affrontant notamment son voisin du FC Sion devant plus de 8 000 spectateurs.

## Historique

### Premières années

#### L'avant Martigny-Sports
Un projet de création d'une équipe de football était en cours entre 1905 et 1906. C'est seulement à partir de 1909 que cette idée fut relancée. Cependant, il n'existe aucune trace officielle jusqu’à sa constitution régulière en 1917 sous la présidence de Pierre Torrione.

#### Les débuts
En 1931, le club change de nom et devient le « Martigny-Sports » (MS) avec l’inauguration l’année suivante du nouveau stade dit « En Longes Rayes », encore utilisé de nos jours, avec l’organisation d’un tournoi accueillant le FC Monthey, le FC Sion, le FC Viège et l'AS Rome.

#### La promotion en2eligue ZUS (1933 - 1937)
En 1933 est créée la nouvelle structure ASFA (sections – LN, 1re ligue et ZUS séries inférieures) avec l’intégration de Martigny-Sports en 3e ligue (ZUS). Le club obtient une promotion en 2e ligue en 1937, équivalent à la troisième division suisse à l'époque, étant donné que la ligue nationale B n'est créée qu’en 1944.

### De la1reLigue à la Ligue National B

#### La promotion en1reLigue ZUS (1948-1950)
En 1948, alors que le club compte plus de 80 membres, il perd la finale de promotion en 1re ligue (D3) contre Malley, à la Pontaise, et devant 15 000 spectateurs. En 1950, la promotion en 1re ligue est obtenue par Martigny I, devenant ainsi la première équipe valaisanne à évoluer dans cette catégorie. Une année auparavant, le club inaugure le Stade municipal avec sa très populaire tribune en béton. En 1953, Martigny-Sports perd 2-1 en Coupe de Suisse contre Servette, club qui arbore un maillot semblable au FC Martigny-Sports, devant 4 000 spectateurs[précision nécessaire]. En 1958, le club est à nouveau éliminé en Coupe de Suisse par Servette sur le score de 6-0.

#### Les promotions en LNB (1960 et 1968)
En 1960, le club atteint les finales de promotion de 1re Ligue. Avec un 1er match avec 4 800 spectateurs à domicile face à Nordstern, puis 500 supporters viennent les soutenir jusqu'au Tessin contre Bovio, Martigny-Sports parvient à obtenir la promotion en ligue nationale B. Le club est cependant relégué en 1re Ligue en 1962.
En 1968-1969, le club obtient une nouvelle promotion en ligue nationale B avec l'entraîneur Bernard Gehri et le coach, Gaston Bruttin, et sur le terrain des joueurs comme Cotture, Puttalaz, Béchon, Biaggi (1er international du club), Polli, Largey, Toffol, Morel, Grand, etc.

#### La relégation en 1ère ligue (1975-1976)
En 1975-1976, le MS ne peut éviter la relégation en 1re ligue après 7 saisons de ligue B. Ce n'est qu'en 1975 qu'a lieu l'inauguration en début de saison du Stade d’Octodure, enceinte actuelle du club.

#### La fleur de la jeunesse  (1979-1980)
En 1979-1980, le MS joue contre Servette en Coupe de Suisse. Mais cette fois-ci, le MS prend sa revanche et sort vainqueur 2-1 avec une équipe de 21 ans de moyenne d’âge, pour la plupart issus des juniors du club. Trois ans plus tard, en 1983, le Servette de Serge Trinchero prend sa revanche devant près de 4 000 spectateurs.

#### Les années d'or en LNB  (1982 - 1989)
En 1982-1983, Martigny-Sports obtient une promotion en ligue B après une fabuleuse saison et une pluie de buts (4 de Dany Payot lors du dernier match de finales à domicile, et le record de buts en première ligue de Roger Vergères avec un total de 33). La saison suivante, pour son retour en ligue B, le MS est champion d’automne avec 15 matchs et 20 points.
En 1987-1988, dans un système de play-off LNA-LNB, le Martigny-Sports accroche le bon wagon au 1er tour. Il dispute ce tour de promotion-relégation contre les quatre derniers de LNA, dont fait partie le grand FC Sion de Georges Bregy, transféré au MS au 2e tour, Jean-Paul Brigger et Christophe Bonvin.

### Difficultés et relégations

#### Un MS international qui chute (1989-1990)
En 1989-1990, durant ses années de ligue B, le club accueille dans ses rangs des nombreux joueurs connus, dont beaucoup d’internationaux : Serge Trinchero, Yoko Pfister (entraîneur-joueur et buteur suisse à Wembley), Chicha (international marocain et actuel employé du club), Charly Zwygart, Georges Bregy, Valdimir Pektovic, Mongi Ben Brahim, Nordine Kourichi et plus tard Aziz Bouderbala. Mais l’ivresse des sommets atteint peu à peu le club qui, au bout d’un nouveau cycle de 7 ans dans cette catégorie, rechute en 1re ligue, criblé de dettes.

#### L'instabilité financière (1990 - 1992)
En 1990-1991 et 1992, le MS s’accroche à son passé et atteint par deux fois les finales de 1re ligue, mais est éliminé à chaque fois au premier tour[réf. nécessaire]. Les années suivantes sont financièrement très compliquées, le club est au bord de la faillite et seule l’intervention du futur président François Dorsaz permet au club d’éviter la catastrophe.
De 1992 à 1999, le MS, dirigé entre autres par Christophe Moulin (futur vainqueur de la Coupe de Suisse avec le FC Sion), est abonné à la première moitié de tableau. Il rate même les finales pour 1 point lors de la meilleure saison du buteur James Derivaz, record de 33 buts de Roger Vergères égalé.

#### Savoir tomber pour mieux se relever (1999 - 2000)
En 1999-2000, le MS, malgré un nouveau staff dirigeant, ne peut éviter sa seule relégation en 2e ligue (déjà inter), actée au tout dernier match contre un autre rival cantonal, le FC Naters. Mais dès la saison suivante, le président Philippe Moser, après un premier tour mitigé, rappelle Christophe Moulin, James Derivaz et David Orlando pour assurer le retour direct en 1re ligue.

### De retour en1religue

#### De joueurs à présidents (2005 et 2009)
En 2005, arrivée à la présidence du MS de son joueur emblématique, Dany Payot, laissant sa place, de 2009 à 2019, à un autre enfant du club, Francesco Bortone, qui comme lui occupe toutes les fonctions au sein de son club. Lors de sa dernière saison à la tête du club, le MS atteint les finales de 1re ligue après 28 ans d’attente. Le président est présent sur le terrain comme joueur lors des deux dernières campagnes du début des années 1990.

#### Un club centenaire (2017)
En 2017, à l’occasion de son 100e anniversaire, le club accueille dans son stade un concert de Patrick Bruel devant plus de 5 000 spectateurs, ainsi que des matches internationaux au cours desquels Xherdan Shaqiri, international suisse, ou Kylian Mbappé, futur champion du monde 2018 avec la France, foulent la pelouse du stade d’Octodure.

#### 28 ans plus tard de retour en finale (2018 - 2020)
En 2018-2019, le MS accède aux finales de promotion de 1re Ligue Classic en finissant dans les meilleurs troisièmes du classement. Le match aller se déroule au Stade d'Octodure avec plus de 1 000 spectateurs face au FC Baden. Un but de Thibault Constantin à la 84e minute donne la victoire au MS sur ce match aller. Au match retour, le FC Martigny-Sports perd aux tirs au but après un match musclé[réf. nécessaire]. Francesco Bortone laisse sa place de président à Fabrice Martina. Après un premier tour difficile en résultats et avec la pandémie du Covid-19 qui suspend le championnat, la direction du club change avec Fabrice Martina démissionnaire qui passe le relais à Benoît Bender.

## Infrastructures

### Stade "En Longe Rayes" (1932)
Le stade est inauguré en 1932 et est aujourd'hui encore un terrain de football utilisé pour l'entraînement.

### Stade municipal (1949 - 1991)
Avec sa tribune en béton, le Stade municipal est considéré comme un des plus beaux stades de Suisse romande en 1949.

### Stade d'Octodure (1975)
Le nouveau Stade d'Octodure est inauguré en 1975. Se dotant d'année en année d'améliorations et accueillant d'autres sociétés sportives de Martigny, le Stade d'Octodure fait souvent l'objet d’événements internationaux.

## Sponsoring et partenariats
Le FC Martigny-Sports reçoit le soutien de ses sponsors et partenaires locaux en tant que ballons de match, partenaires ou sponsors.

## Personnalités du club

### Membres fondateurs
| Pays | Nom              |
| ---- | ---------------- |
|      | Addy Charles     |
|      | Broccard Charles |
|      | Berolato Antoine |
|      | Champion Eugène  |
|      | Charles Henri    |
|      | Georges Closuit  |
|      | Darbellay Louis  |
|      | Darbellay Pierre |
|      | Darbellay Emile  |
|      | Fama Charly      |
|      | Fiora Barthélémy |
|      | Franchini Albert |
|      | Gue Adrien       |
|      | Keller Hans      |
|      | Lugon Joseph     |
|      | Luy Auguste      |
|      | Moret Charly     |
|      | Mugnier Aloys    |
|      | Morand André     |
|      | Morand Georges   |

| Pays | Nom                   |
| ---- | --------------------- |
|      | Morand Georges junior |
|      | Morand Raymond        |
|      | Piota Henri           |
|      | Piota Lousi           |
|      | Piota victor          |
|      | Paccolat Edouard      |
|      | Poggio Lucien         |
|      | Rausis Jean           |
|      | Rouiller Charly       |
|      | Rossa Denis           |
|      | Sauthier John         |
|      | Sauthier Jacques      |
|      | Sauthier Louis        |
|      | Sauthier Lucien       |
|      | Ronossi Eugène        |
|      | Torrione Pierre       |
|      | Torrione Joseph       |
|      | Vouilloz Adrien       |
|      | Vouilloz Pierre       |

### Présidents
| N° | Pays | Nom             | Période    |
| -- | ---- | --------------- | ---------- |
| 1  |      | Pierre Torrione | 1917 -1919 |
| 2  |      | Charles Daiber  | 1919 -1920 |
| 3  |      | Charles Henri   | 1920 -1921 |
| 4  |      | Charles Addy    | 1921 -1924 |
| 5  |      | Pierre Closuit  | 1924 -1928 |
| 6  |      | Charles Addy    | 1928 -1930 |
| 7  |      | Maurice Leryen  | 1930 -1937 |
| 8  |      | Émile Bron      | 1937 -1938 |
| 9  |      | Charles Addy    | 1938 -1940 |
| 10 |      | Robert Muller   | 1940 -1943 |

| N° | Pays | Nom              | Période   |
| -- | ---- | ---------------- | --------- |
| 11 |      | Charles Crittin  | 1943-1945 |
| 12 |      | Marc Moret       | 1945-1954 |
| 13 |      | Guy Moret        | 1954-1954 |
| 14 |      | Henri Polli      | 1962-1963 |
| 15 |      | Henri Pélissier  | 1963-1965 |
| 16 |      | Guy Moret        | 1965-1969 |
| 17 |      | Georges Chevally | 1969-1974 |
| 18 |      | Emile Jordan     | 1974-1975 |
| 19 |      | Richard Woltz    | 1975-1976 |
| 20 |      | Arsène Crettaz   | 1976-1983 |

| N° | Pays | Nom                | Période     |
| -- | ---- | ------------------ | ----------- |
| 21 |      | François Jotterand | 1983-1985   |
| 22 |      | Yvon Zuchuat       | 1985-1992   |
| 23 |      | François Dorsaz    | 1992-1998   |
| 24 |      | Werter Iori        | 1998-2000   |
| 25 |      | Philippe Moser     | 2000-2004   |
| 26 |      | Philippe Vouilloz  | 2004-2005   |
| 27 |      | Dany Payot         | 2005-2009   |
| 28 |      | Francesco Bortone  | 2009-2019   |
| 29 |      | Fabrice Martina    | 2019-2020   |
| 30 |      | Benoît Bender      | Depuis 2020 |

### Entraîneurs
| N° | Pays | Nom             | Période   |
| -- | ---- | --------------- | --------- |
| 1  |      | **              | 1917-1933 |
| 2  |      | Fernand Jaccard | 1933-1934 |
| 3  |      | Joseph Alleman  | 1934-1937 |
| 4  |      | **              | 1937-1941 |
| 5  |      | Jean Romagnoli  | 1941-1949 |
| 6  |      | Carlo Pinter    | 1950-1951 |
| 7  |      | Jean Romagnoli  | 1951-1955 |
| 8  |      | Gustave Goelz   | 1955-1957 |
| 9  |      | Jean Renko      | 1957-1963 |
| 10 |      | Jean Renko      | 1963-1964 |

| N° | Pays | Nom              | Période   |
| -- | ---- | ---------------- | --------- |
| 11 |      | Bernard Contat   | 1964-1965 |
| 12 |      | Roger Rouiller   | 1965-1966 |
| 13 |      | Jean Renko       | 1966-1968 |
| 14 |      | Bernard Gehri    | 1968-1963 |
| 15 |      | Norbert Eschmann | 1969-1970 |
| 16 |      | Robert Bécue     | 1970-1971 |
| 17 |      | Bernard Gehri    | 1971-1972 |
| 18 |      | Roger Massy      | 1972-1973 |
| 19 |      | Jimmy Delaloye   | 1973-1974 |
| 20 |      | Bernard Gehri    | 1974-1975 |

| N° | Pays | Nom                  | Période   |
| -- | ---- | -------------------- | --------- |
| 21 |      | Peter Roesch         | 1975-1976 |
| 22 |      | Jean-Paul Biaggi     | 1976-1977 |
| 23 |      | Antonio Chiandussi   | 1977-1981 |
| 24 |      | Radu Nunweiler       | 1981-1984 |
| 25 |      | Joko Pfister         | 1984-1986 |
| 26 |      | Lambertus Theunissen | 1986-1987 |
| 27 |      | Radu Nunweiler       | 1987-1989 |
| 28 |      | Milenko Bajic        | 1989-1990 |
| 29 |      | Uwe Rapolder         | 1990-1992 |
| 30 |      | Christophe Moulin    | 1992-1993 |

| N° | Pays | Nom                  | Période     |
| -- | ---- | -------------------- | ----------- |
| 31 |      | **                   | 1992-2009   |
| 32 |      | Christophe Moulin    | 2009-2010   |
| 33 |      | James Derivaz        | 2010-2012   |
| 34 |      | João Pinto           | 2014-2014   |
| 35 |      | Ugo Raczynski        | 2015-2020   |
| 36 |      | Alain Gaspoz         | 2020-2020   |
| 37 |      | Damien Claivaz       | 2020-2020   |
| 38 |      | James Derivaz        | 2021-2022   |
| 39 |      | David Orlando        | 2022-2023   |
| 40 |      | Jean-Daniel Perroset | Depuis 2023 |

### Joueurs emblématiques
- Norbert Eschmann
- Christophe Moulin
- Serge Trinchero
- Christian Constantin
- Georges Bregy
- Johann Lonfat
- Vladimir Petković

## Palmarès

### Compétitions officielles (Actifs)
| Compétitions nationales | Compétitions régionales |
| --- | --- |
| Compétitions actuelles - Championnat Suisse (LNB) (0) - Vainqueur: - Finaliste: 1988 - Championnat Suisse (1ère ligue) (3) - Vainqueur: 1960, 1969, 1983 - Champion de groupe : 1991 - Championnat Suisse (2e ligue Inter) (1) - Vainqueur: 2002 - Coupe Suisse (0) - Meilleure performance : 1/16 finale Anciennes Compétitions - Championnat Suisse (2ème ligue Suisse) (1) - Vainqueur Romand en 1950 - Vainqueur de groupe en 1948, 1949 - Championnat Suisse (3ème ligue Suisse) (1) - Vainqueur Romand en 1937 | Compétitions actuelles - Championnat de 2e ligue Valaisanne (1) - Vainqueur : 1946, - Championnat de 3e ligue Valaisanne (0) - Vainqueur : - Championnat de 4e ligue Valaisanne (1) - Vainqueur : 1951 - Championnat de 2e ligue Valaisanne féminine (2) - Vainqueur 1999, 2000 Coupe Valaisanne - Coupe Valaisanne (2) - Vainqueur en 1998 et 2002. - Finaliste en 1959, 1961, 1962. - Coupe Valaisanne féminine (2) - Vainqueur en 2001, 2002. |